# Prefektura Hyōgo

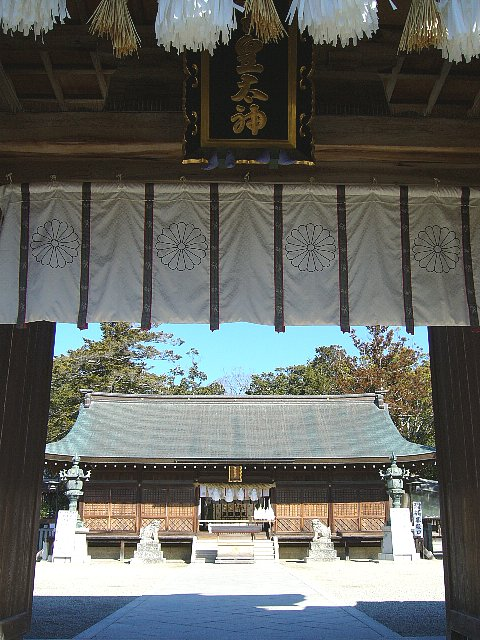
Izanagi-jingū w mieście Awaji

Prefektura Hyōgo (jap. 兵庫県 Hyōgo-ken) – prefektura położona w regionie Kinki (Kansai), na wyspie Honsiu (Honshū), w Japonii, ze stolicą w mieście Kōbe.

## Historia
Prefektura jest usytuowana na terenach byłych prowincji: Harima, Tajima, Awaji oraz części Tamba i Settsu.
Badania archeologiczne wykazały istnienie osad ludzkich na terenie zachodniej części dzisiejszego Kobe już w okresie Jōmon (lata 12 000 p.n.e. do 300 p.n.e)
Przez pięć miesięcy w 1180 roku mieściła się tu siedziba cesarza Antoku (1178–1185) o nazwie Fukuhara-kyō. W 1184 r. na terenie tym i w pobliżu chramu Ikuta miała miejsce bitwa pod Ichi-no-Tani, jedna z bitew wojny Gempei (1180–1185) pomiędzy klanami Taira i Minamoto.
W 1336 roku, w trakcie wojen okresu Nanboku-chō (1336–1392), w ówczesnej prowincji Settsu (ob. dzielnica Hyōgo w Kobe) miała miejsce bitwa nad rzeką Minato. Było to decydujące starcie w trakcie rebelii Takaujiego Ashikagi (1305–1358) przeciwko cesarzowi Go-Daigo (1288–1339).
Pod koniec okresu Edo (1603–1868), Kobe zostało otwarte jako port traktatowy dla mocarstw zachodnich i stało się ważnym, międzynarodowym centrum handlowym oraz bramą do westernizacji Japonii. Podczas II wojny światowej Kobe zostało zbombardowane przez lotnictwo amerykańskie i doznało znacznych szkód.

## Geografia
Hyōgo ma dostęp do dwóch mórz: na północy do Morza Japońskiego, a na południu do Morza Wewnętrznego (Seto-naikai). Północna część (z wyjątkiem miasta Toyo'oka) jest słabo zaludniona. Większość ludności żyje na południowym wybrzeżu, które jest częścią obszaru metropolitalnego Osaka-Kioto-Kobe.
Hyōgo graniczy z prefekturami: Osaka, Kioto, Tottori i Okayama.

### Miasta
- Aioi
- Akashi
- Akō
- Amagasaki
- Asago
- Ashiya
- Awaji
- Himeji
- Itami
- Kakogawa
- Kasai
- Katō
- Kawanishi
- Kōbe (stolica)
- Miki
- Minami-Awaji
- Nishinomiya
- Nishiwaki
- Ono
- Sanda
- Shisō
- Sumoto
- Takarazuka
- Takasago
- Tamba
- Tamba-Sasayama
- Tatsuno
- Toyo'oka
- Yabu

## Klimat
Ze względu na duży obszar, klimat prefektury można podzielić na trzy różne strefy geograficzne: 
- południową, wzdłuż wybrzeży Morza Wewnętrznego (Seto-naikai), o klimacie umiarkowanym z niewielkimi opadami deszczu;
- północną, wzdłuż brzegów Morza Japońskiego, o charakterze pochmurnym i deszczowym, w zimie z sezonowymi wiatrami znad Syberii i obfitymi opadami śniegu;
- górską w części centralnej[2].

## Regiony
Prefektura dzieli się geograficznie i historycznie na regiony (od północy w kierunku na południe): Tajima, Harima, Tamba, Hanshin, Kōbe, Awaji.

### Tajima
Region Tajima, otwarty na Morze Japońskie, jest pełen gór i wodospadów. Jest tam Geopark San’in Kaigan i góra Hyō-no-sen (1509,6 m), najwyższa w Hyōgo. Niezwykle obfite opady śniegu stwarzają dogodne warunki dla narciarzy w kilku ośrodkach narciarskich, a gorące źródła (onsen) z łaźniami na świeżym powietrzu – do wypoczynku. Słynne miejscowości to Kinosaki Onsen i Yumura Onsen. Ponadto, Tajima słynie z krabów śnieżnych (matsuba-gani, zuwai-gani, Chionoecetes opilio) łowionych zimą w Morzu Japońskim oraz super wołowiny znanej pod markami Tajima Beef i Kobe Beef.

### Harima
Największy pod względem powierzchni region Harima jest pełen historycznych miejsc, jak: Zamek Himeji (inaczej Zamek Białej Czapli, wpisany na listę światowego dziedzictwa UNESCO), ruiny Zamku Akō, miasto zamkowe (jōka-machi) Tatsuno, miasto pocztowe (shukuba) Hirafuku.
W mieście Himeji na szczycie góry Shosha (371 m n.p.m.) znajduje się świątynia buddyjskiej sekty Tendai o nazwie Shosha-zan Engyō-ji. Można tu poznać wegetariańską kuchnię mnichów i praktykować zazen, siedzącą medytację zen. Konstrukcja budynku jest podobna do świątyni Kiyomizu-dera w Kioto i harmonizuje z otaczającą ją naturą. Miejsce to jest wykorzystywane jako plan zdjęciowy do programów TV i filmów. Jednym z nich jest amerykański film „Ostatni samuraj” z 2003 roku.
W odległości 10 km od Zamku Himeji znajduje się muzeum zabawek Nippon Omocha Hakubutsukan (Japan Toy Museum) prezentujące rzadkie zabawki (ponad 90 tys.) z Japonii i całego świata.
W okresie Edo (1603–1868) częścią Harimy był han (lenno feudalne) Akō. Wiąże się z nim znana z 1703 roku historia zemsty czterdziestu siedmiu rōninów na wysokiej rangi urzędniku Yoshinace Kirze za ich pana, Naganoriego Asano.

### Tamba
Region Tamba jest położony w centralnej części prefektury i ma charakter wiejski. Znane jego produkty to: czarna fasola sojowa (kuro-mame, Glycine max), kasztan japoński (kuri, Castanea crenata), grzyby matsutake (Tricholoma matsutake).
W południowo-zachodnim regionie Konda obecnego miasta Tamba-Sasayama znajduje się „wioska garncarstwa” Tachikui Sue-no-Sato (Tachikui Pottery Village), jeden z najstarszych w Japonii ośrodków wytwarzania naczyń ceramicznych, tamba-yaki (tamba-tachikui-yaki). Jest tam muzeum, gdzie można zapoznać się z historią i techniką ich wytwarzania. Uważa się, że najstarszy piec został otwarty pod koniec okresu Heian (794–1185). Garnki, dzbanki, moździerze i miski do zagniatania ciasta były robione przez układanie gliny w kształcie sznurka (bez użycia koła garncarskiego) i wypiekane bez glazury w piecach wznoszących (uformowanych przez wykopanie otworów w zboczu wzgórza). W połowie okresu Edo (1603–1868) na obszarze tym zaczęto wytwarzać bardzo różnorodne produkty, w tym naczynia do herbaty, jak: pojemniki, dzbanki i miseczki, a także małe butelki do sake. Od okresu Meiji (1868–1912) centrum wyrobów tamba zostało przeniesione do pobliskiego regionu Tachikui.

### Kobe, Hanshin
Kobe jest jednym z najważniejszych miast portowych Japonii, a region przemysłowy Hanshin jest kluczowym producentem wyrobów przemysłów: hutniczego, chemicznego, petrochemicznego, elektronicznego, stoczniowego i spożywczego.
Kobe jest największym producentem sake w Japonii. W wytwórniach znajdują się także: muzea, sale wystawowe, sklepy i restauracje, gdzie można degustować ten trunek, kupić stosowne przyprawy i marynaty.
Kobe Beef to ściśle zastrzeżona marka wysokiej jakości wołowiny „kobe”, która jest jednym z rodzajów wagyū. Jest ona podawana zazwyczaj jako: steki, shabu-shabu, sukiyaki i teppan-yaki.

### Awaji
Według mitologii zapisanej w kronikach Kojiki i Nihon-shoki z VIII wieku, wyspa Awaji jest uważana za miejsce narodzin Japonii – kuniumi (kuni-umi). Jest tam wiele miejsc z tym związanych, jak najstarszy chram Izanagi-jingū, gdzie rzekomo spędził resztę życia bóg Izanagi (mąż Izanami) po zakończeniu swoich boskich obowiązków.
Na terenie chramu rośnie 900-letnie drzewo kamforowe (Cinnamomum camphora) o wysokości 30 m zwane Meoto-no-ōkusu. Zostało odnotowane w okresie Edo jako Renri-no-kusunoki (splecione drzewo kamforowe). Pierwotnie były to dwa oddzielne drzewa, ale połączyły się w jedno, zyskując nazwę „męża i żony” (meoto). Według wierzeń, duchy pary Izanami i Izanagi rezydują w świętym drzewie, a w małym chramie Iwakusu usytuowanym tuż obok niego jest czczony pierworodny bóg tej pary o imieniu Hiruko, przynoszący szczęście w małżeństwie, bezpiecznym i błogosławionym porodzie oraz romantycznych związkach.
Od początku XVII do połowy XX wieku na wyspie Awaji istniały liczne trupy teatrów lalkowych ningyō-jōruri. Występowały nie tylko na wyspie, ale podróżowały także po kraju. W przeszłości były one sponsorowane przez feudalnego władcę (daimyō) i lokalnych wpływowych ludzi. Po restauracji Meiji (1868) ten rodzaj sztuki stopniowo tracił widzów z powodu pojawienia się nowych form rozrywki, a po II wojnie światowej groził jej wręcz zanik. W 1964 roku miejscowa ludność rozumiejąca wartość tej wyjątkowej tradycji doprowadziła do utworzenia w mieście Minami-Awaji nowej trupy, Teatru Lalek Awaji (Awaji Ningyō-za, Awaji Puppet Theatre Company). Jej działalność jest wysoko ceniona nie tylko w Japonii, ale także poza nią.
Wyspa Awaji jest połączona z Kobe Wielkim Mostem Akashi Kaikyō (Akashi Kaikyō Ō-hashi). Jest to most wiszący o długości 1991 m, rozpięty ponad cieśniną Akashi, oddany do użytku w 1995 roku.

## Kultura

### Rewia Takarazuka
Miasto Takarazuka słynie ze swojego teatru rewiowego (debiut w 1914 r.) o nazwie Takarazuka Revue (Takarazuka Kageki-dan), w którym występują wyłącznie niezamężne kobiety. Musicalowe przedstawienia w stylu broadwayowskim mają bardzo bogatą oprawę. Artystki rewii składają się z pięciu trup: „Flower”, „Moon”, „Snow”, „Star”, „Cosmos” oraz „Senka”, czyli „Superior Members”, które nie należą do żadnej trupy. W razie potrzeby występują w różnych produkcjach, szkolą także młode artystki. Każdy spektakl jest prowadzony przez jedną z tych grup. Każda z nich ma wiodącą parę aktorek: „top star” jako najlepsze otoko-yaku (rola męska) i musume-yaku (rola kobieca). Wokół topowej pary rozwijają się wątki wielu spektakli.

### Wybrane muzea
- Hyōgo Prefectural Museum of Art w Kobe (Hyōgo-kenritsu Bijutsukan), zagraniczne i japońskie rzeźby, grafiki, obrazy w stylu zachodnim i japońskim[13]
- Kobe City Museum (Kōbe-shiritsu Hakubutsukan), ok. 40 tys. eksponatów: artefakty archeologiczne, dzieła sztuki, stare mapy, dokumenty historyczne związane z Kobe[14]
- Kobe Maritime Museum (Kōbe Kaiō Hakubutsukan), historia japońskiej żeglugi i portu w Kobe[15]
- Hakutsuru Fine Art Museum (Hakutsuru Bijutsukan) w Kobe, starożytne naczynia rytualne z brązu, ceramika, antyczne obrazy Japonii[16]
- Himeji City Museum of Art w Himeji, promuje sztukę i lokalną kulturę, organizuje publiczne wykłady i warsztaty[17]
- Asago Art Village w Asago (Asago Geijutsu-no-Mori Bijutsukan), wioska artystyczna obejmująca wnętrze muzeum i rozległy park rzeźb; stała ekspozycja dzieł urodzonego w Asago rzeźbiarzai i pioniera japońskiej sztuki nowoczesnej, Toshio Yodoi (1911–2005)[18]
- Ashiya City Museum of Art & History w Ashiya (Ashiya-shiritsu Bijutsu Hakubutsukan), gromadzi i bada dzieła artystów związanych z Ashiya, a także kulturowe walory przyrodnicze i historyczne Ashiya[19]
- Osamu Tezuka Manga Museum (Tezuka Osamu Kinenkan) w Takarazuka, prezentacja twórczości reżysera filmów anime i mangaki[20]
- Tanizaki Junichiro Memorial Museum of Literature w Ashiya (Ashiya-shi Tanizaki Jun’ichirō Kinenkan), muzeum pamięci pisarza[21]

### Parki narodowe
Znaczną część prefektury obejmuje Park Narodowy Seto Naikai (Seto Naikai Kokuritsu Kōen) utworzony w 1934 roku. Obejmuje on ochroną różne fragmenty akwenów i wysp Morza Wewnętrznego znajdującego się pomiędzy wyspami Honsiu (Honshū) i Sikoku (Shikoku).
Park Narodowy San’in Kaigan (San’in Kaigan Kokuritsu Kōen) został utworzony w 1963 roku. Obejmuje ochroną wąski pas wybrzeża (kaigan) Morza Japońskiego od prefektury Tottori poprzez prefekturę Hyōgo do prefektury Kioto. Występują tam liczne zatoczki, formacje skalne, wysepki i jaskinie. Obszar ten został ogłoszony jako Japanese Geopark w 2008 roku, a UNESCO Global Geopark – w 2010.
Quasi-Park Narodowy Hyōnosen-Ushiroyama-Nagisan (Hyōnosen-Ushiroyama-Nagisan Kokutei Kōen) został utworzony w 1969 i obejmuje tereny usytuowane nie tylko w prefekturze Hyōgo, ale także w prefekturach: Tottori i Okayama. Na terenie parku znajduje się częściowo łańcuch górski Chūgoku.

### Sport
- Piłka nożna: Vissel Kobe
- Baseball: Orix Buffaloes (Kobe), Hanshin Tigers (Nishinomiya)
- Siatkówka: Hisamitsu Springs (Kobe), JT Marvelous (NIshinomiya)
- Rugby: Kobe Steel Kobelco Steelers (Kobe), World Fighting Bull (Kobe)

## Galeria

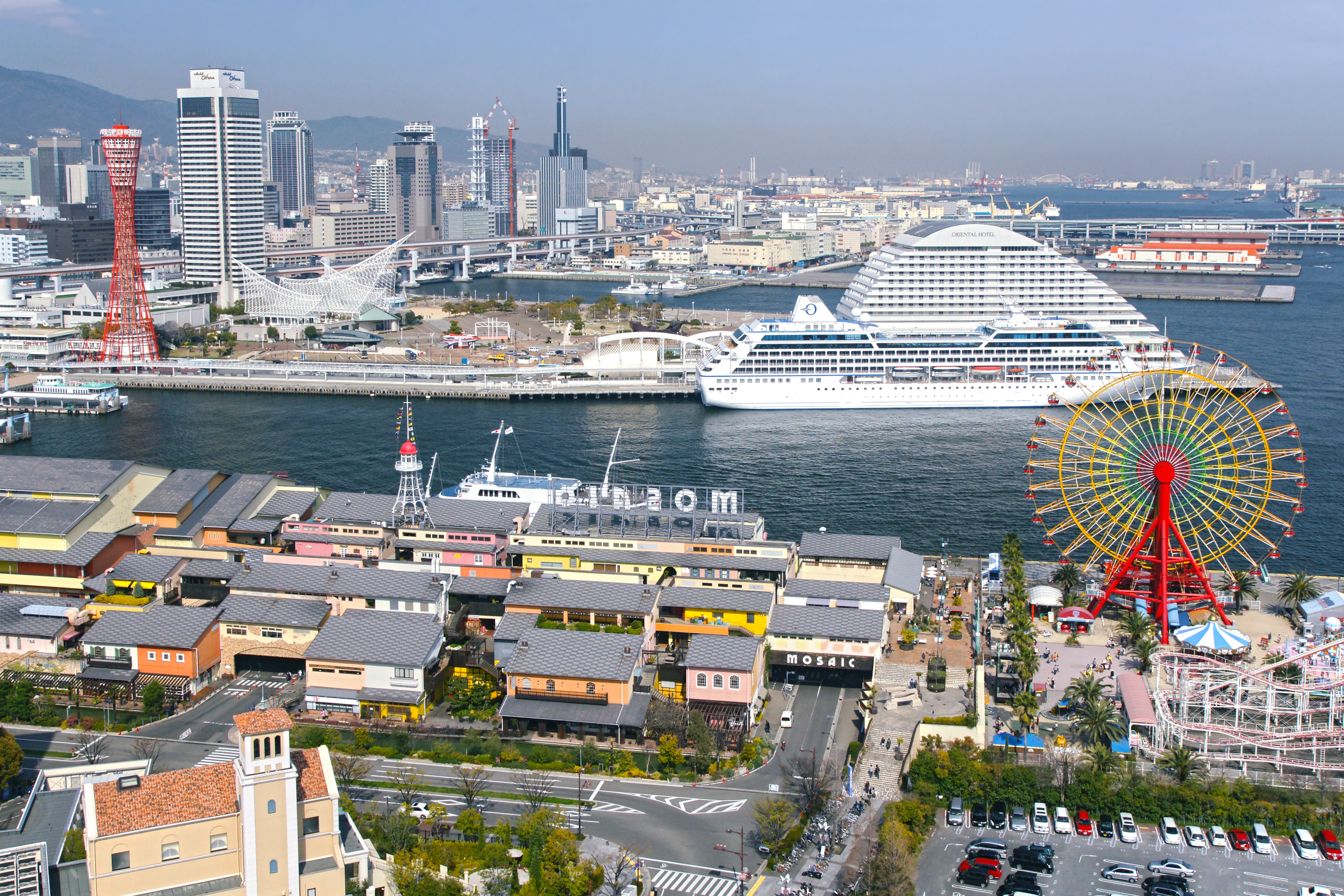
Port w Kobe
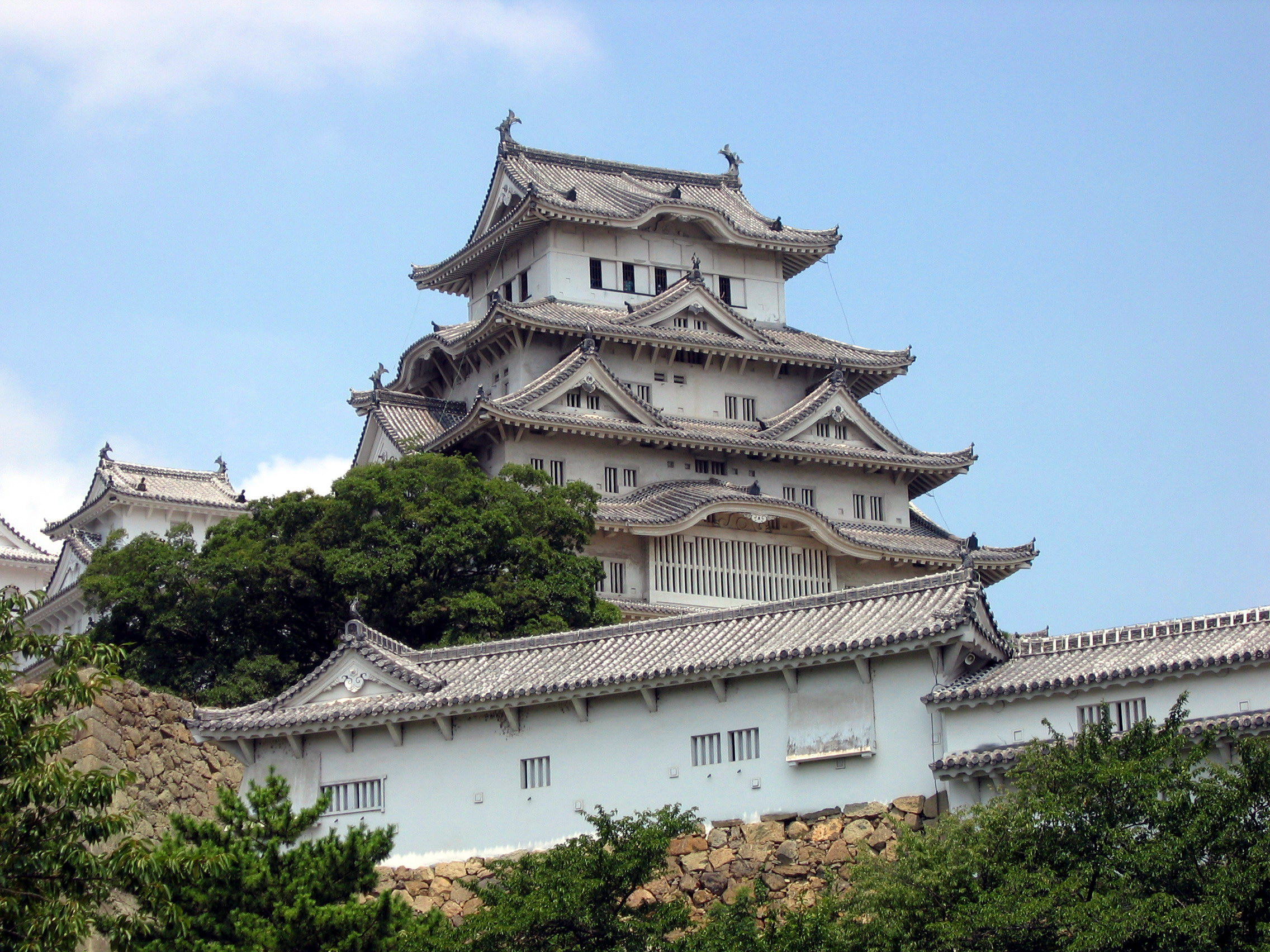
Zamek Himeji w Himeji
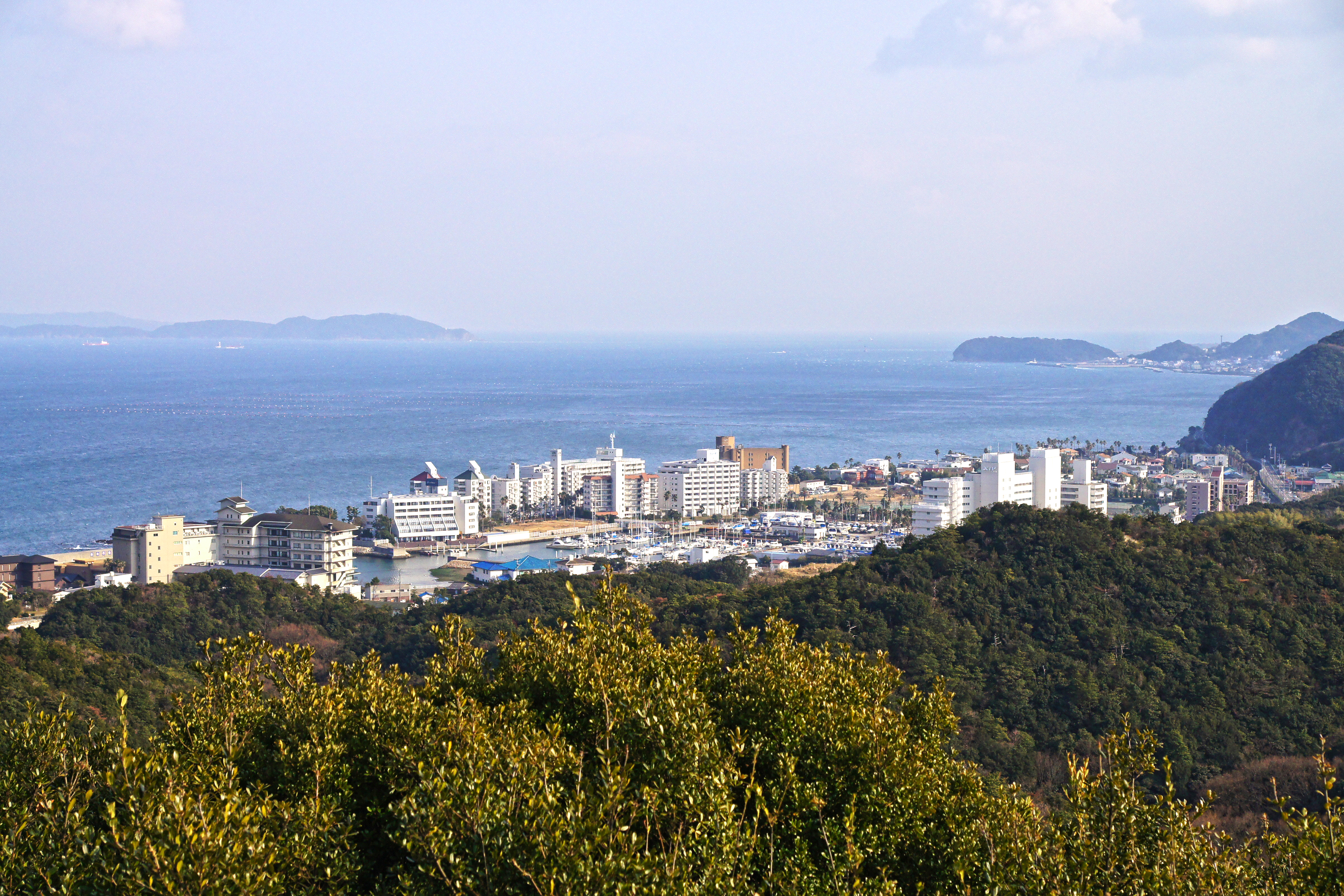
Wyspa Awaji, Sumoto
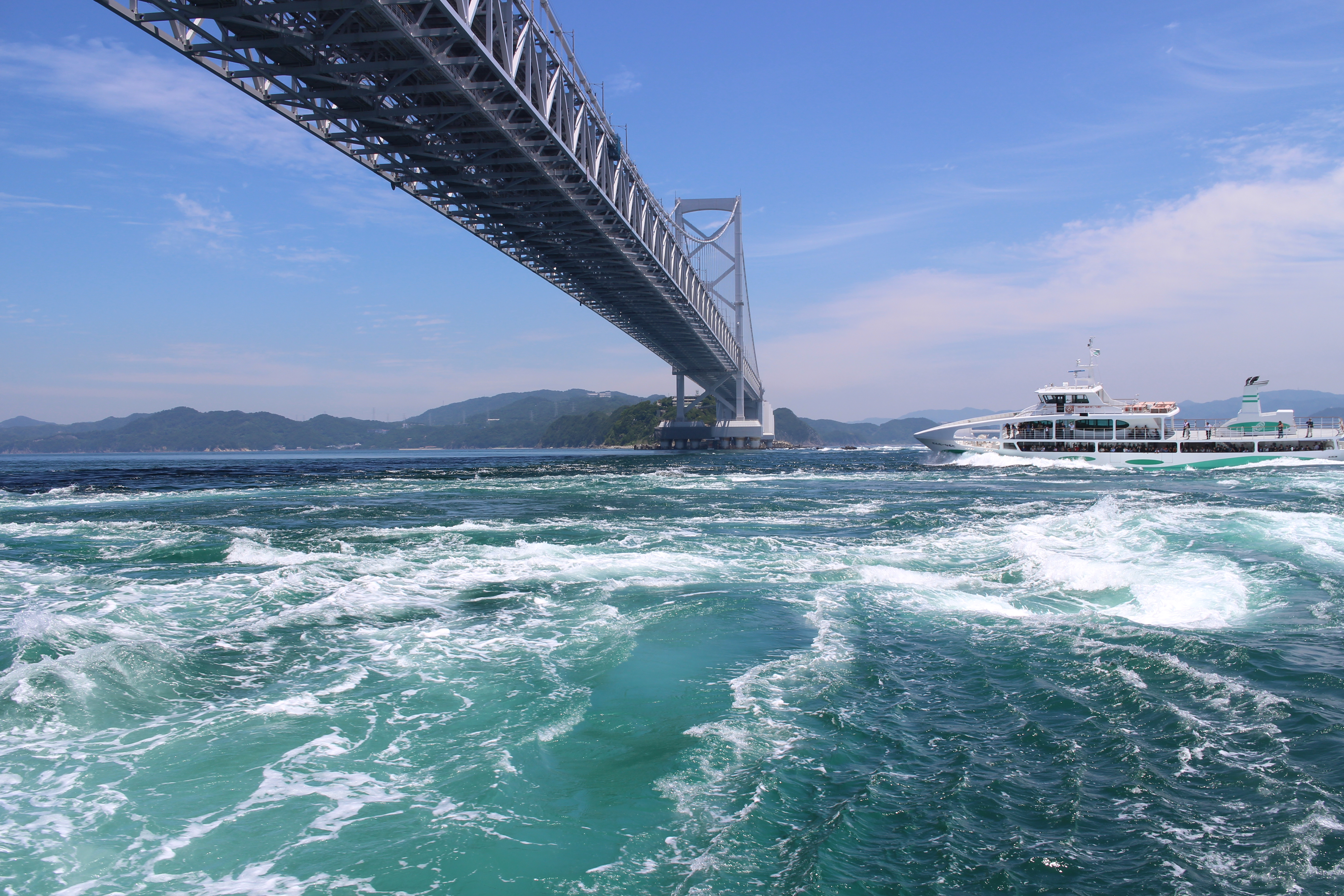
Wiry w cieśninie Naruto i most Ōnaruto
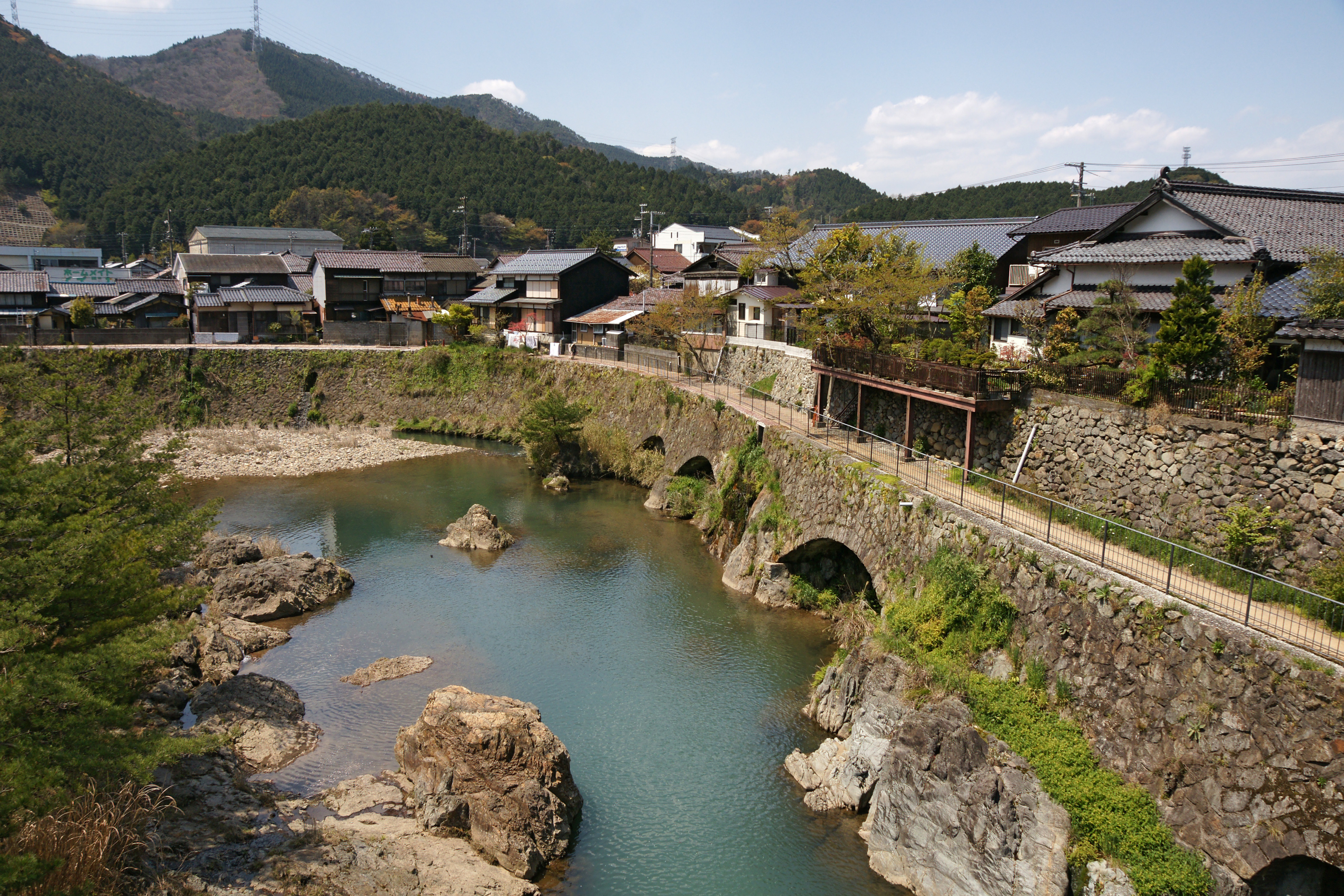
Asago
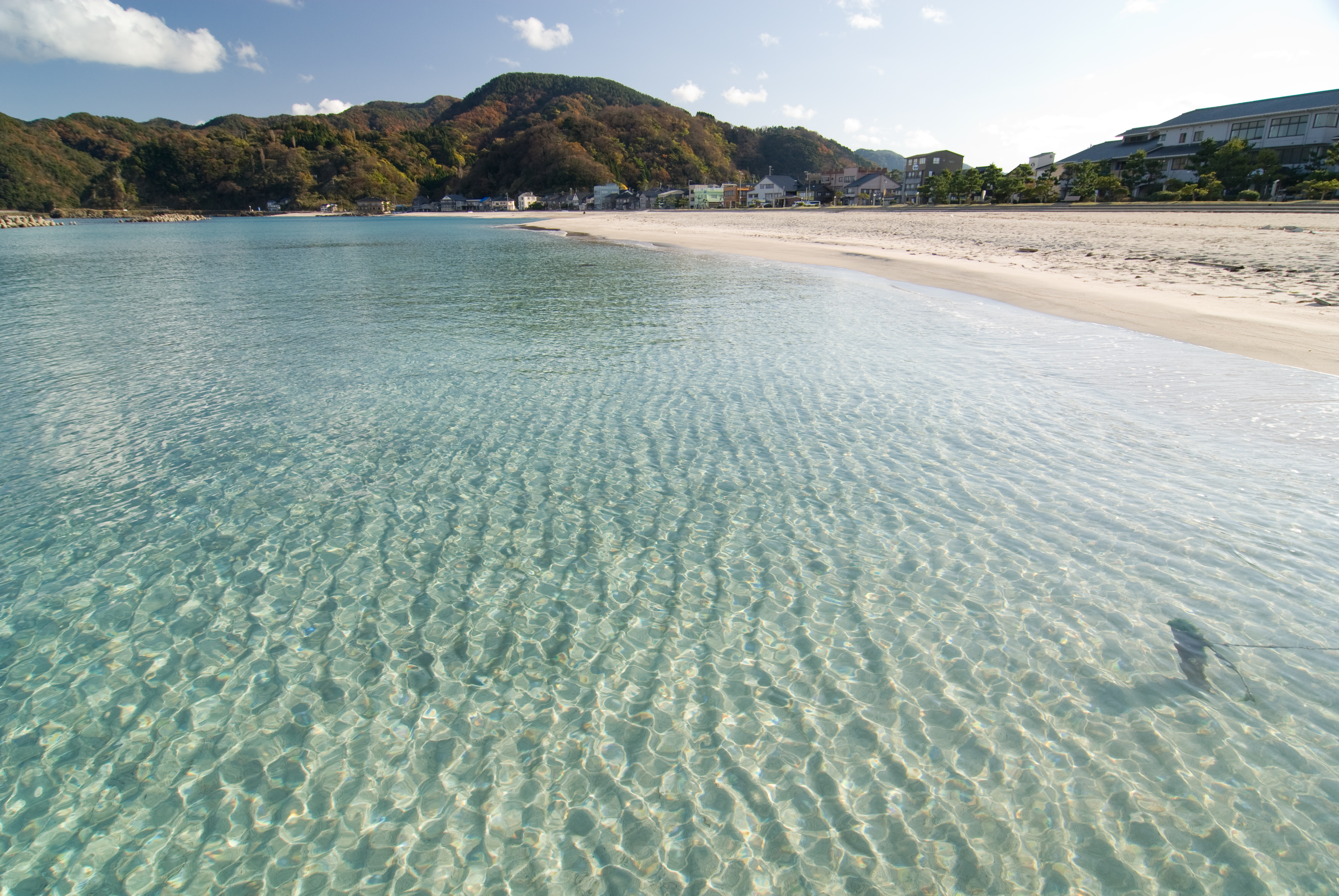
Plaża Takeno w Toyo’oka
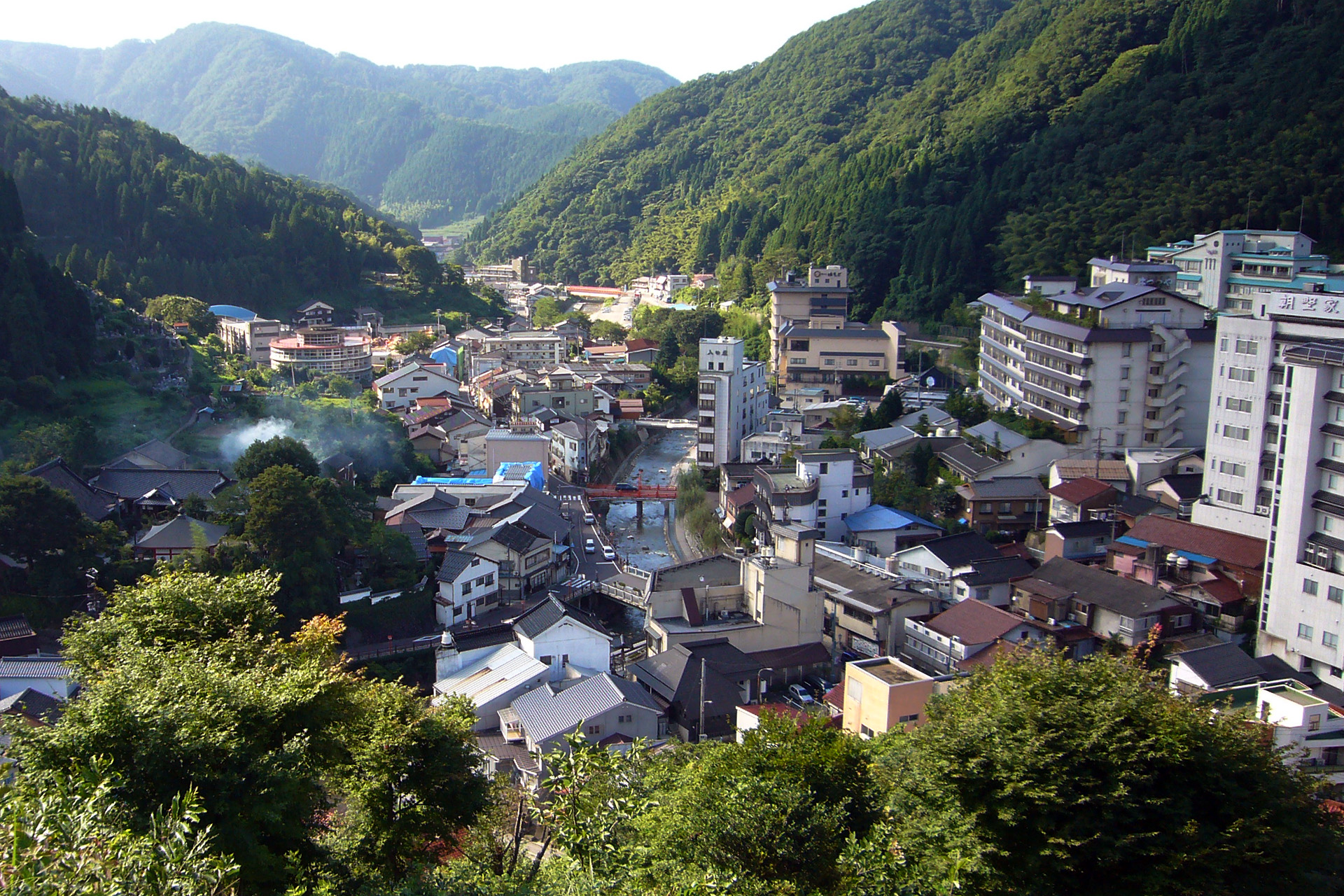
Yumura Onsen
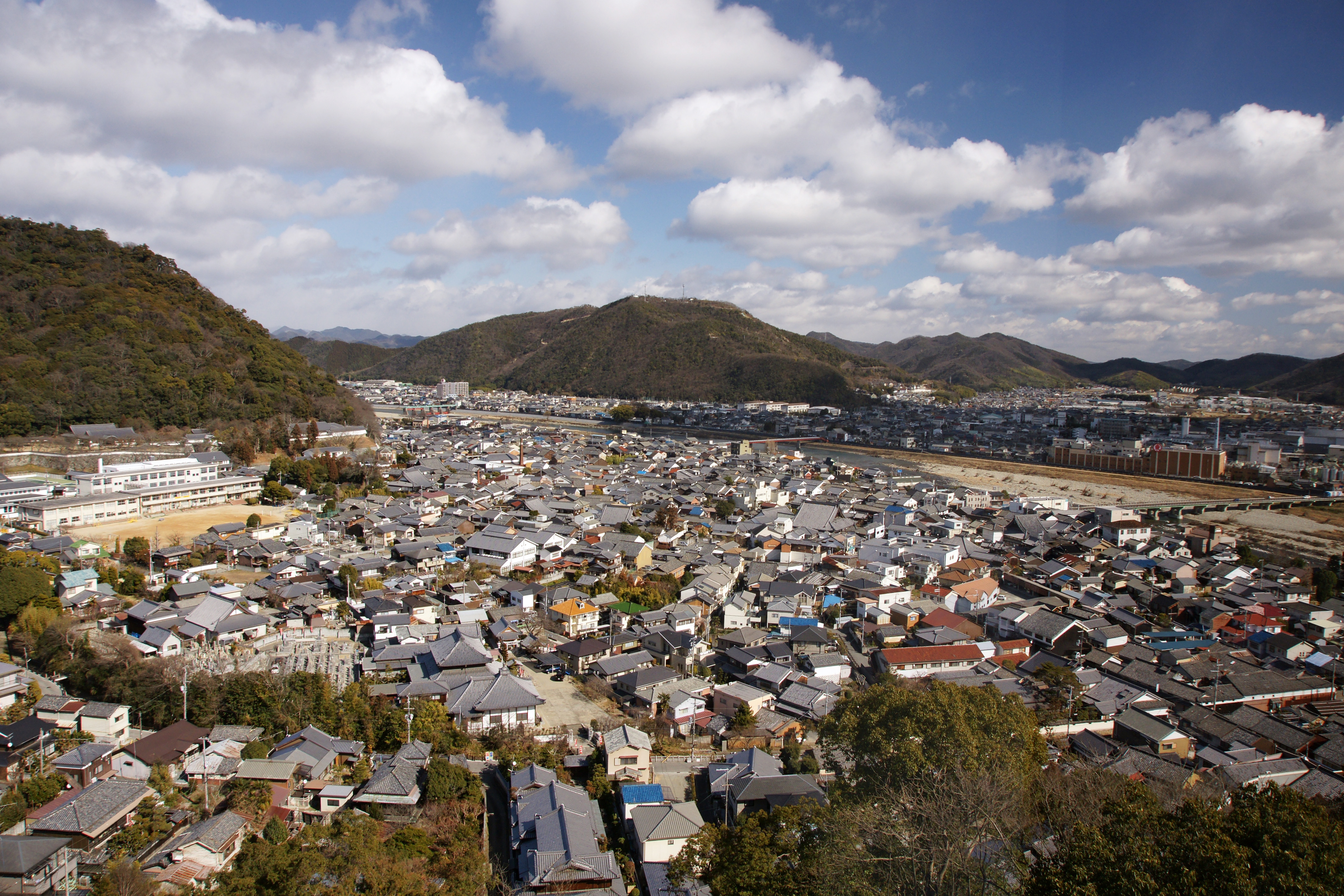
Tatsuno
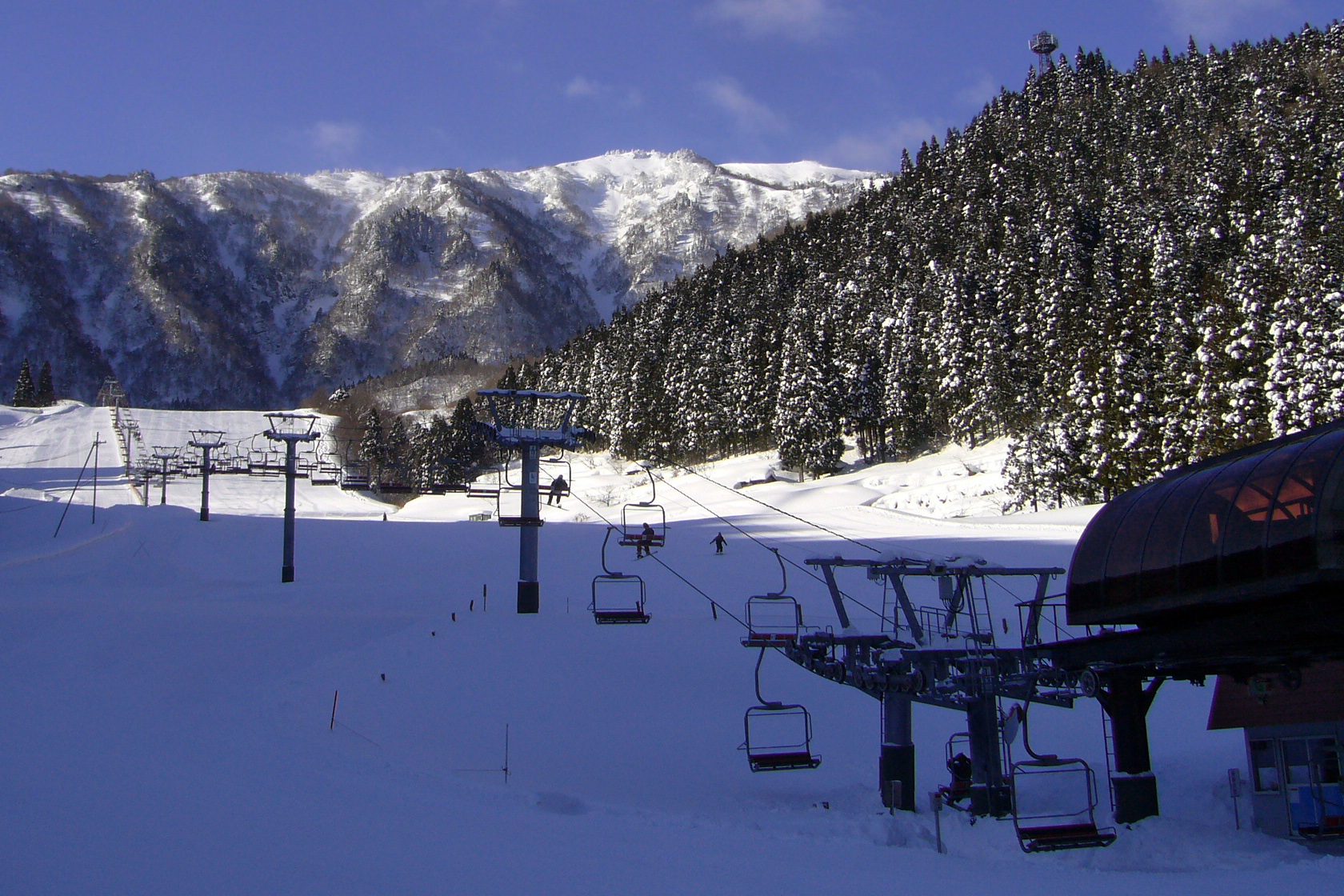
Góra Hyō-no-sen (Suga-no-sen, 1510 m) i teren narciarski w Yabu, w górach Chūgoku
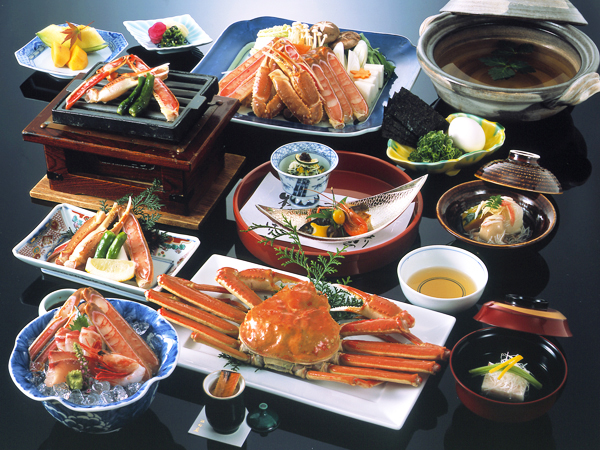
Krab śnieżny w zestawie kaiseki
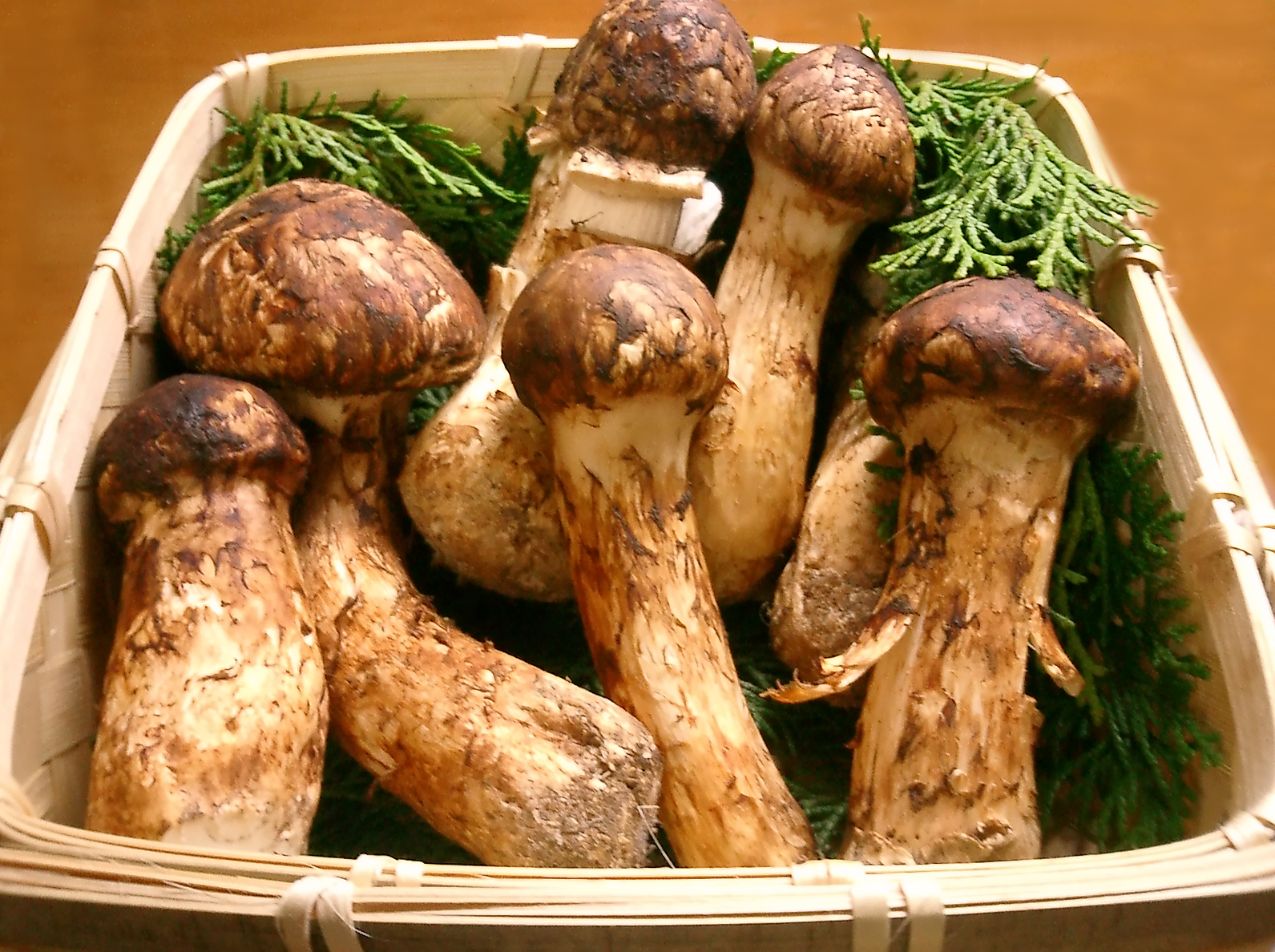
Matsutake
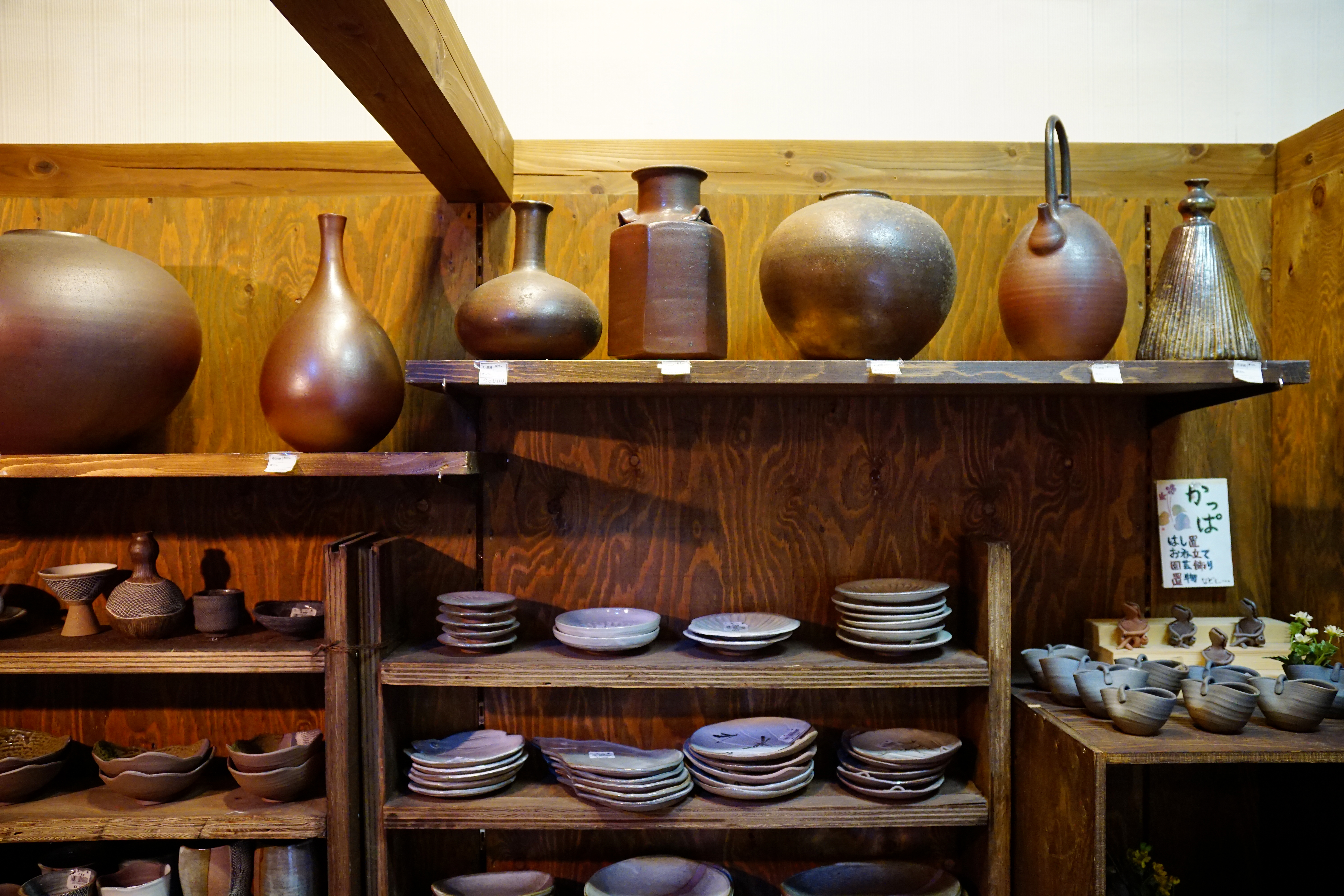
Tradycyjna ceramika tamba-yaki
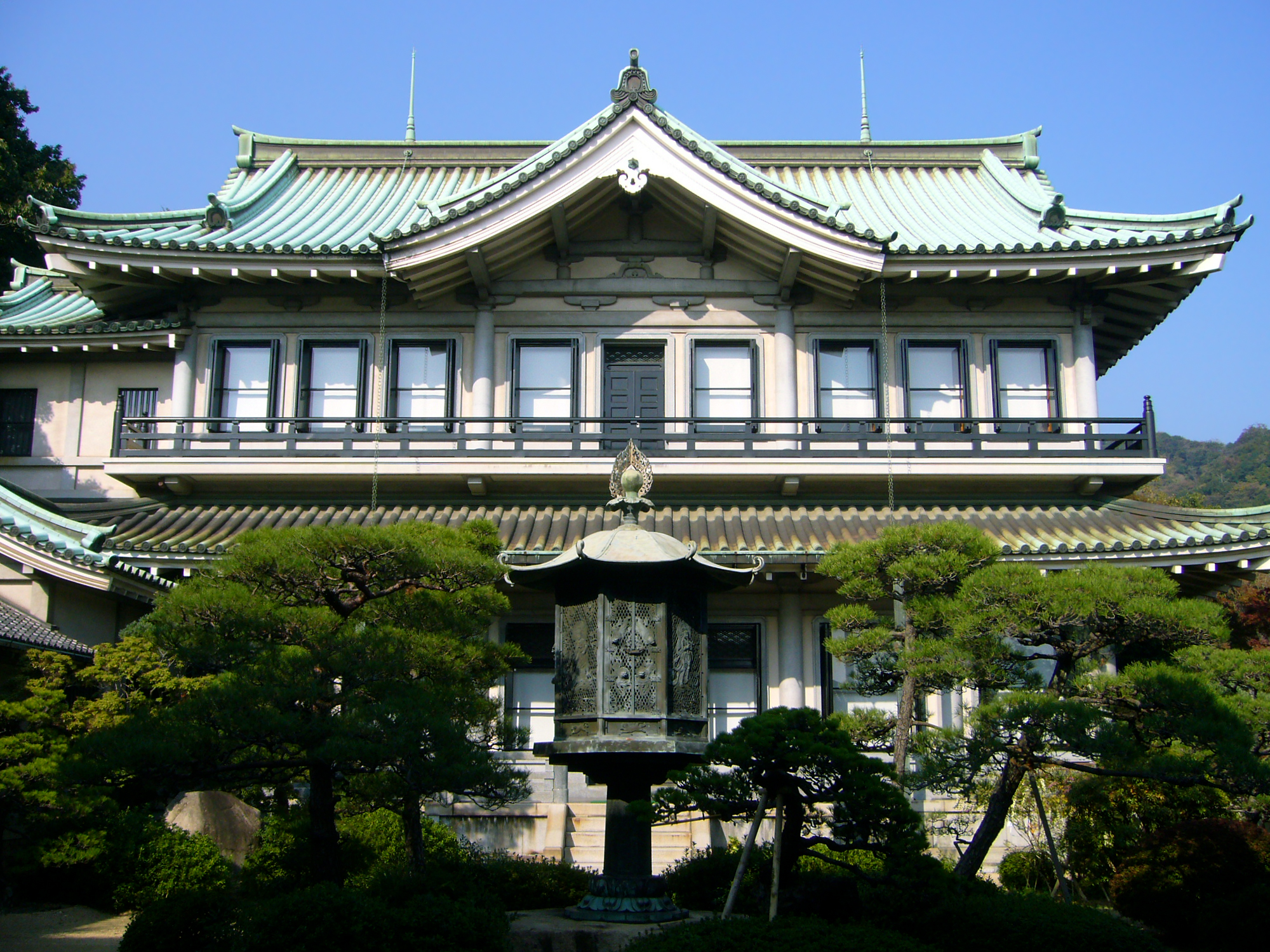
Hakutsuru Fine Art Museum w Kobe
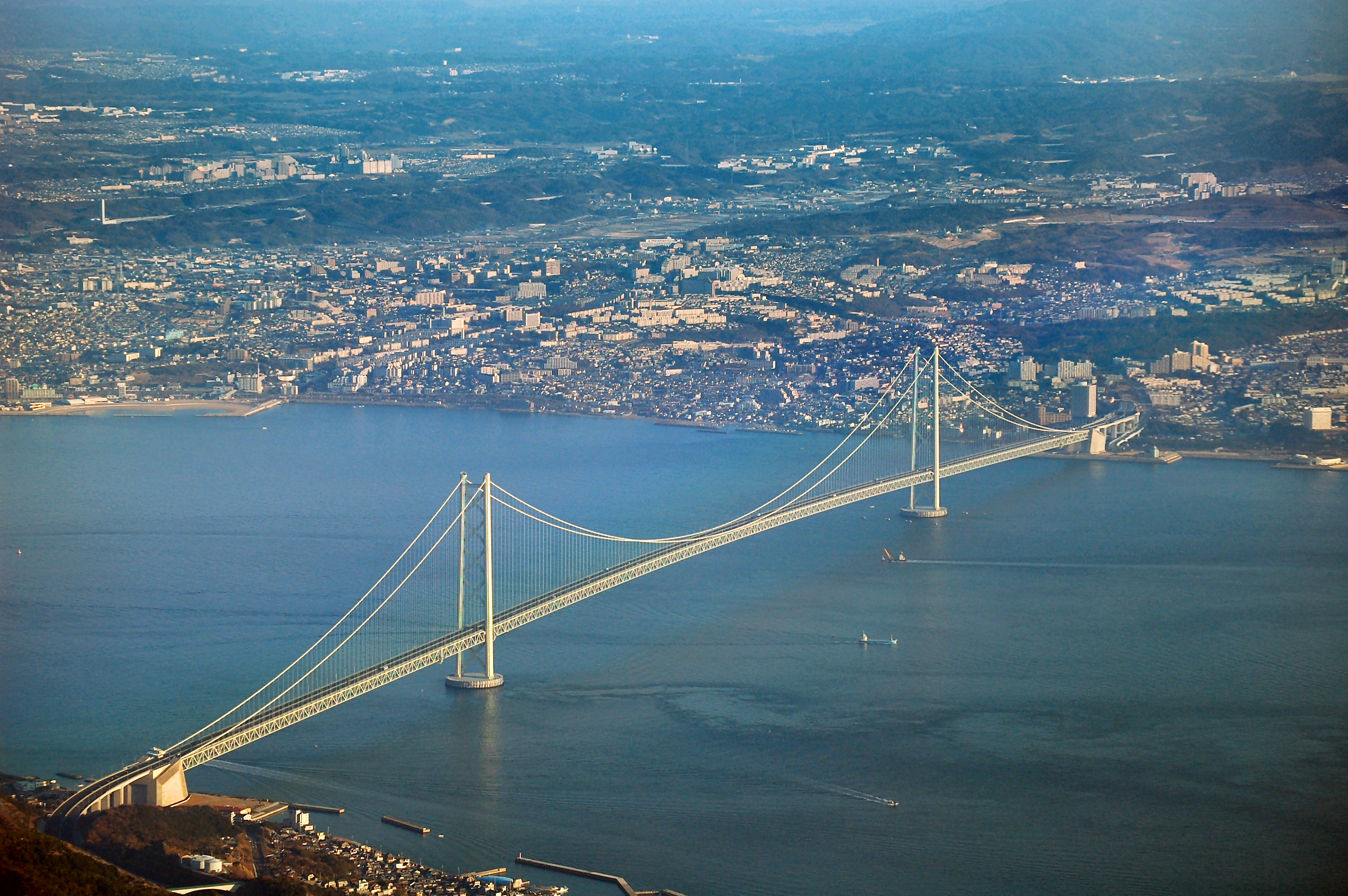
Wielki Most Akashi Kaikyō
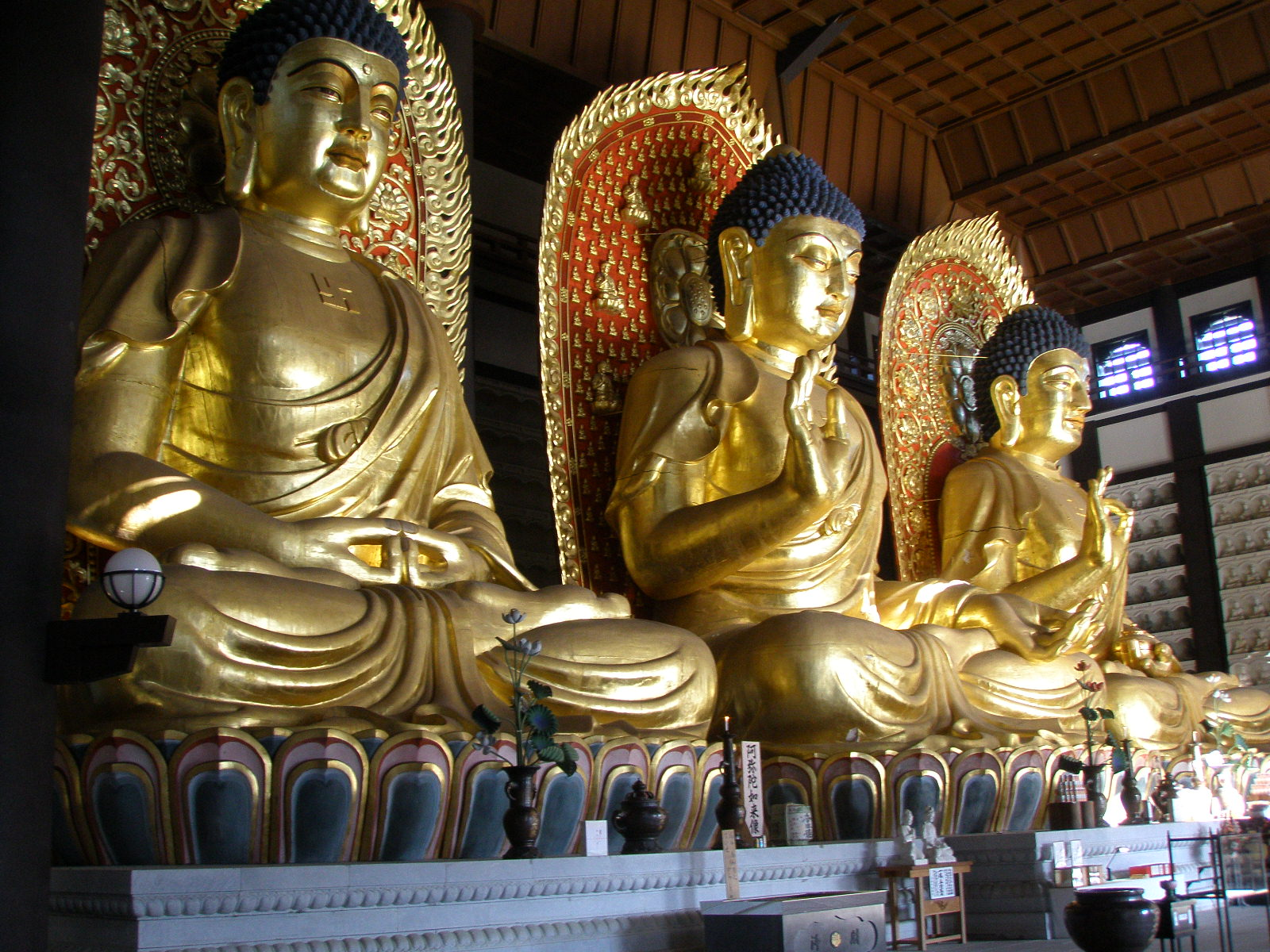
Tajima Daibutsu w świątyni Chōraku-ji[f]